# The Barricade (film fra 1921)
The Barricade er en amerikansk stumfilm fra 1921 af Christy Cabanne.

## Medvirkende
- William H. Strauss som Jacob Solomon
- Katherine Spencer som Jane Stoddard
- Kenneth Harlan som Robert Brennon
- Eugene Borden som Sam Steiner
- Dorothy Richards som Doris Solomon
- James Harrison som Phillip Stoddard
- John O'Connor som Tim